# Římskokatolická farnost Ondřejovice
Římskokatolická farnost Ondřejovice je územní společenství římských katolíků v rámci děkanátu Jeseník ostravsko-opavské diecéze.

## Historie
Ve středověku patřilo půl Ondřejovic k majetkům vratislavského biskupství. Farnost zde byla zřízena v 16. století.
Farnost Ondřejovice je spravována ex currendo ze Zlatých Hor.

## Bohoslužby
| Kostel                      | Místo       | Bohoslužba             | Bohoslužba             | Poznámka        |
| --------------------------- | ----------- | ---------------------- | ---------------------- | --------------- |
| Kaple sv. Anny              | Javorná     | neslouží se pravidelně | neslouží se pravidelně | obecní kaple    |
| Kostel sv. Martina          | Ondřejovice | neděle                 | 7.30                   | farní kostel    |
| Kostel Narození Panny Marie | Salisov     | neslouží se pravidelně | neslouží se pravidelně | filiální kostel |